# 武勝中心鎮古建築群
武勝中心鎮古建築群位於四川省武勝縣，文物遺址年代判定為明至清。2012年7月16日公佈為第八批四川省文物保護單位。
武勝中心鎮古建築群位於四川省東部武勝縣中心鎮，嘉陵江右岸的一級臺地上，三面環江。中心鎮，古為定遠縣（武勝縣）老縣城，始建於明嘉靖三十年（1551），到1953年縣治遷徙至沿口鎮，歷時400余年，文化遺跡豐富。古建築群大多始建於明末清初，後又陸續修補、擴建。現存有城牆、文廟、天上宮、文昌宮、武廟、城隍廟、萬壽宮、鏡心亭、傳教士故宅等，建築面積近6000平方公尺。
建築群可分為南北兩區，北區建築群包括城牆〈北門段）、鏡心亭、文廟以及傳教士故宅等；南區則包括天上宮、文昌宮、武廟、城隍廟、萬壽宮以及城牆（西門段、東門段）等。
1983年4月，武勝縣人民政府公佈武勝中心鎮古建築群中的城牆、鏡心亭為縣級文物保護單位；2000年，武勝中心鎮古建築群被武勝縣人民政府公佈為縣級文物保護單位；2005年，武勝中心鎮古建築群被廣安市人民政府公佈為市級文物保護單位。